# Campodea lagardei
Campodea lagardei är en urinsektsart som beskrevs av Peter Wolfgang Wygodzinsky 1944. Campodea lagardei ingår i släktet Campodea och familjen Campodeidae. Inga underarter finns listade.